# توموروو تاگوچی
توموروو تاگوچی (ژاپنی: 田口 トモロヲ؛ زادهٔ ۳۰ نوامبر ۱۹۵۷) هنرپیشه، صداپیشه، کارگردان و موسیقی‌دان ژاپنی است.
از فیلم‌هایی که وی در آن نقش داشته‌است، می‌توان به گانتز، تتسوئو: مرد آهنین، مرده یا زنده ۲: پرندگان، مثل یک اژدها، یاکوزای تمام‌فلزی، مارماهی، گوهاتو، خطوط رابط جادویی، اندرومدیا، رود، جغد و زندگی عاشقانه اشاره کرد.